# MNG Airlines
MNG Airlines es una aerolínea de carga con base en Estambul, Turquía. Opera servicios regulares y chárter en el Medio Oriente y a destinos en el Extremo Oriente, Estados Unidos y Europa. Sus bases principales son el aeropuerto Internacional Atatürk, el aeropuerto de Antalya y el aeropuerto de Bruselas.

## Historia
La aerolínea fue fundada por Mehmet Nazif Günal en 1997 e inició sus operaciones el 30 de noviembre del mismo año. Los servicios transatlánticos se iniciaron en 1998 con un vuelo de Frankfurt a Toronto, seguido de servicios regulares a los Estados Unidos el 8 de noviembre de 1998. A mediados de 2002 se añadieron las operaciones de pasajeros. El 6 de febrero de 2006 MNG cesó todos los vuelos de pasajeros. Se mantendrán solamente los vuelos de carga. No obstante se prevé en un futuro retomar los vuelos de pasajeros.

## Destinos
MNG Airlines opera servicios de pasajeros y carga regulares a los siguientes destinos (en julio de 2013):
Francia
- Paris – Aeropuerto de París-Charles de Gaulle

Alemania
- Colonia – Aeropuerto de Colonia/Bonn
- Leipzig – Aeropuerto de Leipzig/Halle
- Múnich – Aeropuerto de Múnich

Libia
- Trípoli – Aeropuerto Internacional Mitiga

Holanda
- Ámsterdam – Aeropuerto de Ámsterdam-Schiphol

Turquía
- Ankara – Aeropuerto de Ankara-Esenboğa
- Estambul – Aeropuerto de Estambul (Hub)
- Estambul – Aeropuerto Internacional Atatürk (Hub)

Reino Unido
- Londres – Aeropuerto de Londres-Luton

## Flota

### Flota Actual
La flota de MNG Airlines incluye las siguientes aeronaves de carga a partir de agosto de 2024, con una edad media de 21,6 años: